# Anschlag auf den Trans-Europ-Express Le Capitole
Der Anschlag auf den Trans-Europ-Express Le Capitole war ein Bombenattentat auf den in Frankreich zwischen Paris und Toulouse verkehrenden Reisezug Le Capitole am Abend des 29. März 1982. In der Nähe der Ortschaft Ambazac detonierte ein Sprengsatz in einem der Wagen des Zuges, wobei fünf Menschen ums Leben kamen und mehr als 25 verletzt wurden. Als Drahtzieher des Attentats wurde etwa 30 Jahre später der Terrorist Ilich Ramírez Sánchez, genannt „Carlos“, von der französischen Justiz verurteilt.

## Hintergrund
Der Capitole verband seit 1960 Paris und Toulouse über Orléans, Limoges, Brive-la-Gaillarde, Cahors und Montauban. Er verkehrte zunächst als Schnellzug, ab 1970 als Trans-Europ-Express (TEE), führte ausschließlich Wagen der ersten Klasse und galt als luxuriös. Er war zudem ab 1967 der erste regulär verkehrende Zug in Frankreich, der abschnittsweise planmäßig mit einer Höchstgeschwindigkeit von 200 km/h fuhr, und wurde regelmäßig von Prominenten, insbesondere von national bedeutenden Politikern, benutzt. Aus diesem Grund wurden in den Wagen mit den Nummern 9 und 18 stets mehrere Plätze für wichtige Persönlichkeiten vorgehalten.

## Verlauf
Der Capitole mit der Zugnummer TEE 77 verließ am Montag, den 29. März 1982, um 18:02 Uhr den Bahnhof Paris-Austerlitz, im Zug befanden sich etwas mehr als 300 Fahrgäste. Zwischen 20:40 und 20:45 befand er sich 4 km von der Ortschaft Ambazac entfernt kurz vor Limoges und hatte eine Geschwindigkeit von etwa 140 km/h, als im Wagen 18, der wie üblich an zweiter Stelle im Zug lief, ein in einem Koffer auf dem Gepäckgestell am Ende des Wagens deponierter Sprengsatz explodierte.
Die Explosion zerstörte die Inneneinrichtung und riss ein Loch in die Außenwand des Wagens, führte jedoch nicht zum Entgleisen. Dem Lokomotivführer Pierre Frugier gelang es, den Zug durch eine Schnellbremsung zum Stehen zu bringen. Anschließend rief er von einem Streckentelefon Hilfe. Die Passagiere in den hinteren Wagen des Zuges, in denen die Detonation nur einen leichten Ruck verursacht hatte, gingen zunächst von einem relativ harmlosen Zwischenfall aus, etwa einer Kollision mit Tieren.
Nach den ersten Bergungs- und Rettungsarbeiten wurde der Zug in den nahen Bahnhof Ambazac geschleppt.

## Opfer
Fünf Menschen kamen bei dem Anschlag ums Leben. Zwei der Todesopfer wurden von der Wucht der Explosion aus dem Zug geschleudert, darunter die Schwester des ehemaligen Wirtschafts- und Finanzministers Jean-Pierre Fourcade, deren stark verstümmelte Leiche neben den Gleisen gefunden wurde. 27 Verletzte wurden in das Universitätskrankenhaus Limoges gebracht. 19 von ihnen konnten das Krankenhaus bis zum 1. April wieder verlassen.
Der Lokomotivführer, körperlich unverletzt, erlitt zwei Wochen nach dem Unfall einen psychischen Zusammenbruch und musste stationär behandelt werden. Er litt noch Jahrzehnte später unter den seelischen Folgen. Eine psychologische Betreuung des Zugpersonals nach dem Ereignis bot die den Zug betreibende staatliche Bahngesellschaft SNCF nicht an; sie beschränkte sich auf eine Einmalzahlung von 500 Francs an die Angehörigen des Zugteams als Anerkennung ihrer professionellen Reaktion auf den Zwischenfall.

## Reaktionen
Am Morgen des 30. März begab sich Verkehrsminister Charles Fiterman an den Unglücksort und an die Krankenbetten der Verletzten, einen Tag später der Minister für Berufsbildung, Marcel Rigout, der zu den regelmäßigen Benutzern des Capitole gehörte.
In Paris sowie den größeren Bahnhöfen der französischen Provinz wurden nach dem Attentat rund um die Uhr gemeinsame Patrouillen von Angehörigen der Bereitschaftspolizei CRS und der SNCF in Zuggarnituren nach der Reinigung sowie bei der Bereitstellung durchgeführt.

## Ermittlungen
Der Wagen 18, in dem der Sprengsatz detoniert war, wurde am Abend des 31. März vom Bahnhof Ambazac in das Depot des Bahnhofs Limoges-Bénédictins geschleppt, wo er in der Folge eingehend von den Ermittlern untersucht wurde.
Die Täterschaft einer spanisch-baskischen Untergrundorganisation, des „Bataillon basque espagnol“ (BBE), in deren Namen am späten Abend des 30. März ein anonymer Bekenneranruf bei der Zeitung Deia in Bilbao eingegangen war, wurde von den Ermittlern als wenig wahrscheinlich eingestuft, ebenso die ebenfalls bereits kurz nach dem Anschlag diskutierte Möglichkeit, der Anschlag habe Jacques Chirac gegolten, der damals sowohl Bürgermeister von Paris als auch Abgeordneter für sein Heimatdépartement Corrèze war und den Capitole oft zwischen der Hauptstadt und Brive-la-Gaillarde nahm. Chirac hatte am Morgen des 30. März einer Sitzung des Generalrats des Départements Corrèze in Tulle beiwohnen sollen. Auch andere Spitzenpolitiker wie Marcel Rigoult und Jacques Delors fuhren oft mit dem Capitole; für den Unglückszug hatte jedoch kein national relevanter Politiker einen Platz gebucht.
Zehn Monate nach dem Attentat gab es keine heiße Spur. Das BBE war die einzige Untergrundorganisation geblieben, die sich zu dem Anschlag bekannt hatte, hatte jedoch keine Beweise geliefert und war dafür bekannt, alle spektakulären Aktionen im französischen Südwesten für sich zu beanspruchen, auch wenn sie sie nicht begangen hatte. Analysen des Sprengstoffs ergaben, dass es sich um Nitropenta (PETN) handelte und dass die Explosion kein Versehen gewesen sein konnte, es sich also um einen geplanten Anschlag auf den Zug gehandelt hatte. Eine Täterschaft der französischen Terrororganisation Action directe, die zeitweise in Erwägung gezogen wurde, schien unwahrscheinlich, weil die Organisation, soweit bekannt war, kein PETN verwendete.
Allerdings war bekannt, dass die Gruppe des internationalen Terroristen Ilich Ramírez Sánchez, genannt „Carlos“, PETN benutzte. Carlos hatte nach Angaben der Ermittler am 5. März 1982 der französischen Regierung ein Ultimatum zur Freilassung von Magdalena Kopp und Bruno Breguet gestellt, die seiner Gruppe angehörten und im Februar von der französischen Polizei verhaftet worden waren. Bei ihrer Festnahme war bei ihnen Material zum Bau von Sprengsätzen, darunter auch PETN, gefunden worden. Unter den Trümmern am Ort der Detonation im Capitole hatte die Polizei zudem einen Zeitungsausschnitt sichergestellt, in dem von Carlos’ Ultimatum die Rede war. Carlos und seine Bande wurden daher schon unmittelbar nach dem Anschlag als mögliche Täter in Betracht gezogen.

## Prozess gegen „Carlos“
Carlos wurde 1994 im Sudan verhaftet und nach Frankreich verbracht. Dort wurde er 1997 zunächst wegen eines Dreifachmords aus dem Jahr 1975 zu einer lebenslangen Haftstrafe verurteilt. Ab dem 7. November 2011 stand Carlos erneut vor Gericht, diesmal wegen vier Bombenanschlägen in Frankreich 1982 und 1983 mit tödlichem Ausgang, darunter derjenige auf den Capitole. Das Ermittlungsverfahren war von dem Untersuchungsrichter Jean-Louis Bruguière geleitet worden.
Carlos bestritt die Tat und erklärte, sich zur Tatzeit in Ungarn aufgehalten zu haben. Die Ankläger verfügten, so Carlos und seine Verteidiger, über keinerlei Beweise für seine Verwicklung in die Tat. Carlos vertrat die These, das Attentat habe Jacques Chirac gegolten. Er behauptete vor Gericht, zu wissen, wer es begangen habe, ohne jedoch weitere Details zu nennen; der Richter fragte auch nicht nach. Das Schreiben mit dem Ultimatum, das die Freilassung von Carlos’ beiden in Frankreich inhaftierten Komplizen innerhalb eines Monats gefordert hatte und auf dem sich nach Angaben der Anklage seine Fingerabdrücke befanden, war unauffindbar und konnte, wie der Gerichtsreporter der Tageszeitung Le Monde anmerkte, von der Anklage nicht vorgelegt werden.
Der das Verfahren begleitende Gerichtsreporter der Regionalzeitung Sud Ouest bemängelte, dass die Ermittlungsbehörden der Frage, ob der Anschlag Jacques Chirac oder seiner ebenfalls politisch tätigen Ehefrau Bernadette gegolten haben könnte, offenbar nie ernsthaft nachgegangen seien. So hätten sich Polizei und Staatsanwaltschaft zum Ausräumen dieser Hypothese damit begnügt, dass keine Platzreservierung vorgelegen habe. Ein Zeuge der Staatsanwaltschaft, der im Kundenmanagement der SNCF tätig gewesen war, erklärte jedoch im Prozess, dass in den Wagen 9 und 18 des Capitole stets mehrere Plätze für kurzfristigen Bedarf durch wichtige Persönlichkeiten wie Chirac vorgehalten worden seien, woraus geschlossen werden konnte, dass für VIPs eine Platzreservierung üblicher Art nicht unbedingt notwendig war. Zudem hatte Chirac selbst öffentlich erklärt, Ziel des Anschlags gewesen zu sein, etwa in einem Artikel in der Zeitung Libération vom 1. April 1982.
Die Nachlässigkeit bei der Verfolgung der Spur Chirac sei umso erstaunlicher, als die Ermittler erheblichen Aufwand betrieben hätten, um anderen Spuren nachzugehen, etwa derjenigen, die sich daraus ergab, dass eines der Opfer der Bruder eines ehemaligen Mitglieds der Terrororganisation Action directe gewesen sei und ein anderes längere Zeit vor dem Attentat im Verdacht gestanden hatte, einen Sprengstoffanschlag auf einen Gendarmerieposten im Département Lot verübt zu haben.
Im Dezember 2011 wurde Carlos wegen des Anschlags auf den Capitole und drei weiterer Bombenanschläge in Frankreich mit tödlichem Ausgang zu einer lebenslangen Haftstrafe verurteilt. Das Urteil wurde am 26. Juni 2013 im Berufungsverfahren bestätigt.